# Målad astrild
Målad astrild (Emblema pictum) är en fågel i familjen astrilder inom ordningen tättingar.

## Utseende
Målad astrild är en mycket liten och slank, finkliknande fågel. Ovansidan är olivbrun, undersidan svartaktig översållad med vita prickar. Hanen har lysande rött i ansiktet, honan mer begränsat runt ögat. I flykten syns den körsbärsröda övergumpen tydligt.

## Utbredning och systematik
Fågeln förekommer i det inre av norra och centrala Australien (Pilbara till nordvästra Queensland). Den placeras som enda art i släktet Emblema. 

## Status
Arten har ett stort utbredningsområde och beståndet anses stabilt. Internationella naturvårdsunionen IUCN listar den därför som livskraftig (LC).